# Florian Bilic
Florian Bilic (* 10. Januar 1994 in Pirmasens) ist ein deutscher Politiker (CDU) und seit 2025 Mitglied des Deutschen Bundestages.

## Leben
Bilic absolvierte 2013 das Abitur am Immanuel-Kant-Gymnasium Pirmasens. Bis 2015 durchlief er eine kaufmännische Ausbildung bei der IHK Pfalz in Pirmasens. Anschließend begann er ein duales Studium bei der IHK Pfalz und der Dualen Hochschule Baden-Württemberg Mannheim im Studiengang Betriebswirtschaftslehre-Wirtschaftsförderung, das er 2018 als Bachelor of Arts abschloss. 2021 beendete er das berufsbegleitende Studium an der Hochschule Kaiserslautern, Standort Zweibrücken, im Fachbereich Marketing-Management als Master of Business Administration. Während der Schul- und Studienzeit war er nebenberuflich als Zusteller bei der Deutschen Post AG, in der Gastronomie oder als Dozent tätig.
Seit 2019 ist Bilic Ratsmitglied des Stadtrats Pirmasens, Vorsitzender des Rechnungsprüfungs-Ausschusses, Mitglied im Stadtrechtsausschuss sowie in den Aufsichtsgremien der Rheinberger-Gesellschaften. Er war Vorsitzender der Jungen Union Pirmasens und Mitglied im Landesvorstand der Jungen Union Rheinland-Pfalz.
Bilic hatte bereits bei der Bundestagswahl 2021 für den 20. Deutschen Bundestag kandidiert. Bei der Bundestagswahl 2025 kandidierte er erneut im Bundestagswahlkreis Pirmasens, wo er mit 33,3 Prozent der Erststimmen direkt in den 21. Deutschen Bundestag gewählt wurde. Bilic ist einer der Schriftführer des Bundestags, sowie ordentliches Mitglied im Ausschuss für Arbeit und Soziales und im Ausschuss für Umwelt, Klimaschutz, Naturschutz und nukleare Sicherheit. Er löste Angelika Glöckner (SPD) ab, die jedoch über die Landesliste einziehen konnte. Bilic selbst stand auf Platz 11 CDU-Landesliste Rheinland-Pfalz.
Bilic ist verheiratet, hat eine Tochter und wohnt in Pirmasens.